# Deutscher Bridge-Verband
Der Deutsche Bridge-Verband e. V. (DBV) ist der Interessenverband der Bridgespieler und Bridgevereine in Deutschland.
Der DBV wurde im Jahr 1932 unter seinem ersten Präsidenten Hans von Brandenstein gegründet und nach Auflösung während der Zeit des Nationalsozialismus im Februar 1949 wiedergegründet. Er umfasst 14 Regionalverbände mit über 18.000 Mitgliedern in 420 Vereinen. Die größte Dichte ist dabei in Nordrhein-Westfalen und Bremen. Mit der Erstellung von Unterrichtsmaterial und dem Herantreten an die Öffentlichkeit ist der DBV auf dem Weg, Bridge in Deutschland populär zu machen. Er ist Mitglied der Europäischen Bridge-Liga (EBL) und der World Bridge Federation (WBF). Sein offizielles Nachrichtenblatt ist das Bridge Magazin.
Zweck des Verbandes ist unter anderem:
- die Förderung des Bridgesports in Deutschland
- die Vertretung der Interessen des deutschen Bridgesports auf nationaler und internationaler Ebene
- die Veranstaltung nationaler und internationaler Wettbewerbe
- die Organisation und Reglementierung des nationalen und internationalen Sportbetriebs
- die Organisation des Unterrichts- und Turnierleiterwesens

Das organisierte Bridgespiel (DBV; Landesverbände; Clubs) umfasst
- Übungsturniere der Clubs
- Ligabetrieb (Team-Ligen) über mehrere Klassen
- Paar-, Team- und Individualturniere für unterschiedliche Spielstärken
- Meisterschaften
- Nationalmannschaften.

Insbesondere die Damennationalmannschaft ist international seit Jahren sehr erfolgreich (mehrfache Welt- und Europameister).
Bislang wurden auf nationaler Ebene u. a. ausgespielt:
- 75 Deutsche Paarmeisterschaften
- 71 Deutsche Teammeisterschaften
- 58 Deutsche Mixed-Paarmeisterschaften
- 12 Deutsche Mixed-Teammeisterschaften

Neben dem organisierten Spiel wird Bridge auch im privaten Kreis und in anderen Spielzirkeln gespielt. Zwar hat Bridge in Deutschland nicht den Bekanntheitsgrad, den es in vielen anderen Ländern der Welt hat, dennoch liegen die Schätzungen bei etwa 500.000 aktiven Spielern in Deutschland.
In Deutschland fiel die Zeit des Aufschwungs von Bridge in die Herrschaft der Nationalsozialisten, die das „undeutsche“ Spiel und den frisch gegründeten Bridge-Verband behinderten. 1934 existieren im DBV 43 Gruppen (Clubs), die jedoch durch den Ausschluss jüdischer Mitglieder stark dezimiert wurden. 1939 bis 1949 verlieren sich nach dem Tod von Brandensteins 1938 dann die Spuren des deutschen Bridge-Geschehens in den Wirren des Zweiten Weltkriegs, so dass man davon ausgehen muss, dass in diesem Zeitraum kein organisiertes Bridge in Deutschland existierte.